# Mònica Álvaro Cerezo
Mònica Álvaro Cerezo (Vila-real, 29 de desembre de 1975) és una política valenciana diputada a les Corts Valencianes des de 2015, a les legislatures IX, X i XI per Compromís.

## Biografia
Llicenciada en Ciències de la Informació (Periodisme) per la Universitat Complutense de Madrid el 1999 i Màster en Prevenció de Riscs Laborals en les especialitats de Seguretat i Ergonomia. Álvaro s'incorpora al món laboral a una empresa taulellera com a responsable de compres, medi ambient i personal només acabar la carrera. El 2007 deixa el treball per a incorporar-se com a assessora del Grup Municipal del Bloc Nacionalista Valencià a l'Ajuntament de Vila-real, partit polític on milita des de 1999. El 2011 resulta elegida regidora a l'ajuntament i assumeix la gestió de les àrees de Serveis Socials i Dona al govern de Vila-real, en coalició amb el PSPV. Dins del BLOC, Álvaro és membre de l'Executiva Nacional i Consellera Nacional, i a Compromís, coalició on s'integra el BLOC, també és Consellera Nacional.
Mònica Álvaro formà part de les llistes de Compromís a les eleccions a les Corts Valencianes de 2015 i en resultà elegida diputada per la circumscripció de Castelló; posteriorment revalidà el càrrec en les eleccions de 2019 i 2023.
A nivell orgànic lidera el corrent intern Bloc i País del partit Més (antic BLOC) en que va presentar la seua candidatura a la secretaria general en el IXè Congrés celebrat el 2024. Álvaro no aconseguí superar la candidata oficialista Amparo Piquer que va obtindre el 53% dels vots.